# 1. Liga (Tschechoslowakei) 1973/74
Die Spielzeit 1973/74 der 1. Liga  war die 31. reguläre Austragung der höchsten Eishockeyspielklasse der Tschechoslowakei. Mit 69 Punkten setzte sich der Armeesportklub Dukla Jihlava durch. Für die Mannschaft war es ihr insgesamt siebter tschechoslowakischer Meistertitel.

## Modus
Im Gegensatz zur Vorsaison wurde die Liga um zwei Teilnehmer auf zwölf Mannschaften erweitert. Da jede Mannschaft gegen jeden Gruppengegner je zwei Heim- und Auswärtsspiele austrug, betrug die Gesamtanzahl der Spiele pro Mannschaft 44 Spiele. Meister wurde der Gewinner der Hauptrunde. Der Tabellenletzte stieg direkt in die jeweilige Landesmeisterschaft ab. Die im Vorjahr ausgetragenen Playoffs wurden wieder abgeschafft.

## Tabelle
| Pl. | Team                    | Sp. | S  | U  | N  | Torv.   | Pkt. |
| --- | ----------------------- | --- | -- | -- | -- | ------- | ---- |
| 1.  | Dukla Jihlava           | 44  | 30 | 9  | 5  | 199:89  | 69   |
| 2.  | Spartak ČKD Prag        | 44  | 28 | 2  | 14 | 163:108 | 58   |
| 3.  | Tesla Pardubice         | 44  | 23 | 9  | 12 | 151:125 | 55   |
| 4.  | ZKL Brno                | 44  | 18 | 10 | 16 | 148:139 | 46   |
| 5.  | TJ SONP Kladno          | 44  | 19 | 7  | 18 | 159:145 | 45   |
| 6.  | VSŽ Košice              | 44  | 19 | 7  | 18 | 148:139 | 45   |
| 7.  | Slovan CHZJD Bratislava | 44  | 19 | 6  | 19 | 162:177 | 44   |
| 8.  | CHZ Litvínov            | 44  | 18 | 4  | 22 | 140:157 | 40   |
| 9.  | VŽKG Ostrava/Vítkovice  | 44  | 14 | 10 | 20 | 149:156 | 38   |
| 10. | Motor České Budějovice  | 44  | 13 | 9  | 22 | 123:169 | 35   |
| 11. | TJ Škoda Plzeň          | 44  | 14 | 6  | 24 | 147:169 | 34   |
| 12. | VTŽ Chomutov            | 44  | 6  | 7  | 31 | 124:210 | 19   |

Bester Torschütze der Liga wurde Václav Nedomanský von Slovan CHZJD Bratislava, der in den 44 Spielen seiner Mannschaft 46 Tore erzielte.

### Meistermannschaft von Dukla Jihlava
| Logo | Torhüter      | J. Svoboda, Hnídek |
| Logo | Abwehrspieler | Jan Suchý, Miroslav Dvořák, Adamík, Horáček, Milan Chalupa, Jan Neliba, František Kaberle senior, K. Dvořák                     |
| Logo | Stürmer       | Jan Klapáč, Jaroslav Holík, Jiří Holík, Jan Hrbatý, Milan Nový, Josef Augusta, Titz, M. Novák, František Výborný, Kupec, Kousek |
| Logo | Trainer       | Jaroslav Pitner, Stanislav Neveselý                                                                                             |

## 1. Liga-Qualifikation
Die Gewinner der tschechischen und der slowakischen 2. Liga-Gruppe traten in einer Best-of-Seven-Serie gegeneinander um den Aufstieg in die 1. Liga für die folgende Spielzeit an. Dabei setzte sich der tschechische Vertreter TJ Gottwaldov deutlich durch.
- TJ Gottwaldov – ŠK Liptovský Mikuláš 4:1 (9:2, 8:2, 4:5, 3:1, 8:2)